# Northrop N-9M
El Northrop N-9M estaba considerado como un avión, aproximadamente a escala un tercio (de 60 pies de envergadura, todo ala), usado para el desarrollo de los (a escala completa y 172 pies de envergadura) Northrop XB-35 e YB-35, alas volantes y bombarderos pesados de largo alcance. Volado por primera vez en 1942, el N-9M (M por Model, maqueta) fue el tercero de una serie de aviones Northrop de diseño todo ala que empezó en 1929, cuando Jack Northrop tuvo éxito en sus experimentos iniciales con el monoplano Northrop Flying Wing X-216H, de configuración propulsora con una sola hélice, colas gemelas, botalones gemelos y recubrimiento sometido a esfuerzos totalmente metálico; y una década más tarde, el N-1M de 1939-41, de dos hélices. Los pioneros aviones todo ala de Northrop guiarían a Northrop-Grumman muchos años más tarde para desarrollar finalmente el avanzado bombardero furtivo B-2 Spirit, que debutó en el inventario de la Fuerza Aérea en 1989.

## Diseño y desarrollo
El 30 de octubre de 1941 fue confirmada la orden preliminar para el desarrollo del bombardero B-35 Flying Wing, incluyendo ingeniería, pruebas y lo más importante, un avión a escala un tercio, de 60 pies (18 m) de envergadura, designado N-9M. Iba a ser usado para recoger datos de las prestaciones de vuelo y para familiarizar a los pilotos con el radical diseño todo ala del programa. El primer N-9M fue ordenado en el contrato inicial, pero éste fue más tarde ampliado a tres aviones de pruebas a principios de 1943. Un cuarto ejemplar fue encargado unos pocos meses más tarde, tras un accidente del primer N-9M que destruyó dicho aparato; este cuarto N-9M incorporaba varias mejoras y actualizaciones derivadas de las pruebas de vuelo, incluyendo motores diferentes y más potentes. Los cuatro aviones fueron designados N-9M-1, -2, -A y -B, respectivamente.
El fuselaje del N-9M fue construido parcialmente con madera para reducir su peso total. Las superficies externas de las alas fueron también recubiertas con una fuerte madera contrachapada, especialmente laminada. La sección central (equivalente aproximado al fuselaje) fue construida con tubos de acero soldados. El avión fue equipado originalmente con dos motores de seis cilindros en línea, invertidos y refrigerados por líquido, Menasco C6S-1 de 290 hp (216 kW), moviendo hélices bipala, excepto el N-9M-B, que fue equipado con dos motores Franklin XO-540-7 de 300 hp (224 kW).

## Historia operacional

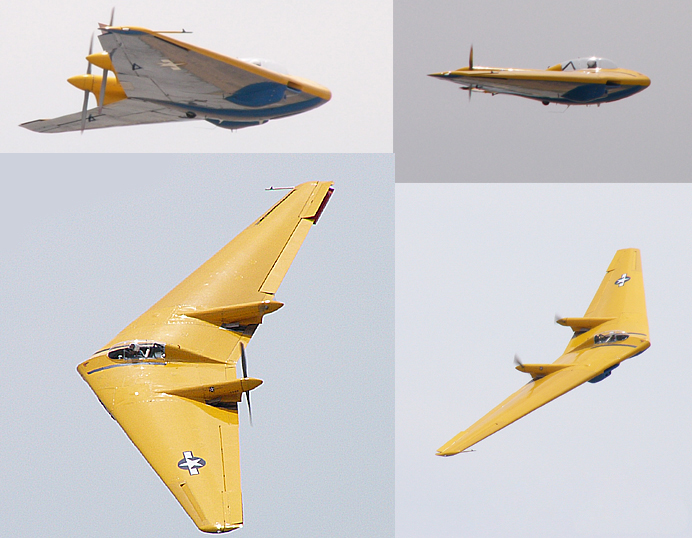
El restaurado Ala Volante N-9M-B volando en la demostración aérea del Planes of Fame de Chino, en 2004. El museo vuela, en general, su Ala Volante, único en su clase, en varias demostraciones aéreas al año.

El primer vuelo del N-9M ocurrió el 27 de diciembre de 1942, con John Myers, piloto de pruebas de Northrop, a los mandos. En los siguientes cinco meses, se realizaron 45 vuelos. Casi todos terminaron con fallos mecánicos de un tipo u otro, siendo los motores Menasco la fuente primaria de estos problemas. Tras alrededor de 22,5 horas de tiempo acumulado de vuelo, el primer N-9M se estrelló aproximadamente a 19 km al oeste de la Base Muroc, el 19 de mayo de 1943. El piloto, Max Constant, resultó muerto cuando intentaba recuperar el avión de una barrena a derechas de 60° con el morro hacia abajo. La investigación encontró que Constant había sufrido una inversión de los mandos, la columna de control había estado presionada contra su pecho durante su intento de recuperación de la fuerte barrena, impidiéndole lanzarse en paracaídas. Se tomaron medidas para arreglar este problema e impedir que sucediera en otro avión de pruebas N-9M.
Cuando el programa del bombardero Flying Wing de Northrop fue cancelado, todos los aviones de prueba N-9M que quedaban, excepto el N-9M-B final, fueron desguazados. Durante más de tres décadas, se fue deteriorando lentamente, hasta que el Planes of Fame Air Museum de Chino (California), adquirió el avión en 1982 y comenzó un laborioso proceso de restauración. En las siguientes dos décadas, antiguos empleados de Northrop y otros expertos voluntarios lentamente retornaron al N-9M-B a su configuración de vuelo final. Desde 1993, el Ala Volante amarillo y azul ha sido exhibido, con demostraciones de vuelo en varios shows aéreos cada año.
En abril de 2006, el N-9M-B sufrió un fuego de motor en vuelo. El avión aterrizó con seguridad, con daños limitados. Se solicitaron donaciones al museo para su reparación, y el avión fue totalmente reparado al estado de vuelo. Una vez más, fue volado otra vez durante la demostración aérea anual de Chino, el 15-16 de mayo de 2010.

## Variantes
N-9M-1
Primer prototipo. Motores Menasco C6S-1.
N-9M-2
Segundo prototipo.
N-9M-A
Tercer prototipo.
N-9M-B
Cuarto prototipo. Cambios menores, motores Franklin XO-540-7.

## Especificaciones (N-9M)

### Características generales
- Tripulación: Uno (piloto)
- Capacidad: Un observador (N-9M-B)
- Longitud: 5,4 m (17,7 ft)
- Envergadura: 18,3 m (60 ft)
- Altura: 2 m (6,6 ft)
- Superficie alar: 45,5 m² (489,8 ft²)
- Perfil alar: NACA 65-019
- Peso vacío: 2673 kg (5891,3 lb)
- Peso cargado: 2869,4 kg (6324,2 lb)
- Planta motriz: 2× motor lineal invertido de seis cilindros y refrigerado por aire Menasco C6S-4 "Buccaneer".
  - Potencia: 216 kW (298 HP; 294 CV) cada uno.

Nota: * N-9M-B: 2 motores Franklin XO-540-7 de 300 hp (224 kW)

### Rendimiento
- Velocidad nunca excedida (Vne): 415,2 km/h (258 MPH; 224 kt)
- Alcance: 805 km (435 nmi; 500 mi)
- Techo de vuelo: 6553 m (21 500 ft)

## Aeronaves relacionadas

### Desarrollos relacionados
- Northrop N-1M
- Northrop YB-35
- Northrop YB-49

### Aeronaves similares
- Horten H.VII
- Horten Ho 229
- Armstrong Whitworth A.W.52

### Secuencias de designación
- Secuencia N- (interna de Northrop): ← N-6 - N-7 - N-8 - N-9 - N-10 - N-12 - N-14 →